# Eliot Stannard

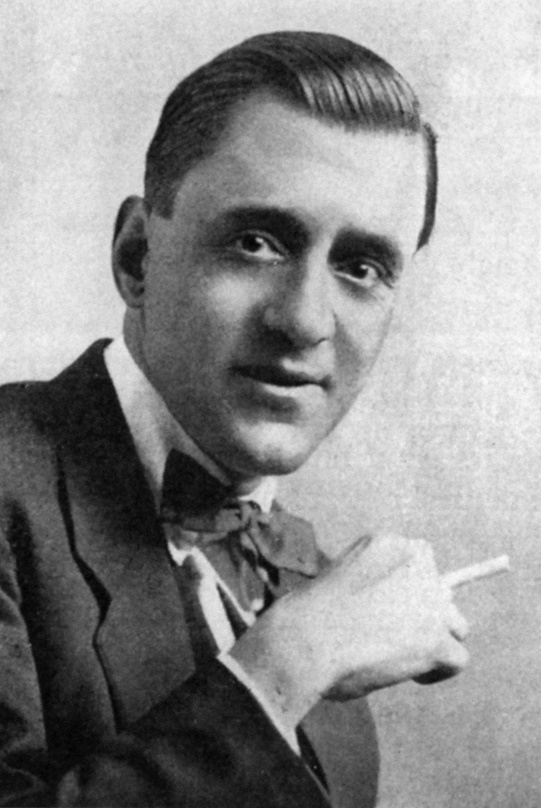
Eliot Stannard

Eliot Stannard (* 1. März 1888 in London, England; † 21. November 1944 ebenda) war ein britischer Drehbuchautor, der besonders durch seine Zusammenarbeit mit Alfred Hitchcock bekannt wurde.

## Leben
Eliot Stannard war der Sohn des Bauingenieurs Arthur Stannard und der Schriftstellerin Henrietta Eliza Vaughan Palmer. Bis 1911 arbeitete er als stellvertretender Geschäftsführer seines Vaters in einem Unternehmen. Nach dem Tod seines Vaters im Jahr 1912 übernahm er die Leitung, musste jedoch im November 1913 Insolvenz erklären. Zwischen 1914 und 1933 schrieb Stannard das Drehbuch für 88 Spielfilme, darunter acht unter der Regie von Alfred Hitchcock.

## Familie
Stannard heiratete 1916 die Witwe Patricia Bingham Johns, trennten sich in den frühen 1930er Jahren aber wieder. Er starb im November 1944 im St. Mary Abbot’s Hospital in Kensington. Die Todesursache wurde als  chronische rheumatische Myokarditis registriert.

## Filmografie (Auswahl)
- 1914: The Idol of Paris
- 1917: Justice
- 1918: Nelson
- 1920: Wuthering Heights
- 1923: Scrooge
- 1925: Irrgarten der Leidenschaft (The Pleasure Garden)
- 1927: Der Mieter (The Lodger)
- 1927: Abwärts (Downhill)
- 1927: Leichtlebig (Easy Virtue)
- 1927: Der Weltmeister (The Ring)
- 1928: Die Frau des Farmers (The Farmer’s Wife)
- 1928: Champagne
- 1929: Der Mann von der Insel Man (The Manxman)
- 1933: To Brighton with Gladys